# Município de Stokes (condado de Logan, Ohio)
O município de Stokes (em inglês: Stokes Township) é um município localizado no condado de Logan no estado estadounidense de Ohio. No ano de 2010 tinha uma população de 4.613 habitantes e uma densidade populacional de 46,58 pessoas por km².

## Geografia
O município de Stokes encontra-se localizado nas coordenadas 40° 29′ 33″ N, 83° 56′ 12″ O. Segundo o Departamento do Censo dos Estados Unidos, o município tem uma superfície total de 99.03 km², da qual 84.35 km² correspondem a terra firme e (14.82%) 14.67 km² é água.

## Demografia
Segundo o censo de 2010, tinha 4.613 habitantes residindo no município de Stokes. A densidade populacional era de 46,58 hab./km². Dos 4.613 habitantes, o município de Stokes estava composto pelo 97.72% brancos, o 0.35% eram afroamericanos, o 0.3% eram amerindios, o 0.13% eram asiáticos, o 0.02% eram insulares do Pacífico, o 0.2% eram de outras raças e o 1.28% pertenciam a duas ou mais raças. Do total da população o 1.21% eram hispanos ou latinos de qualquer raça.